# Cyber Seduction: His Secret Life
Cyber Seduction: His Secret Life è un film televisivo diretto da Tom McLoughlin e trasmesso per la prima volta su Lifetime il 20 giugno 2005. 
Il film, interpretato da Jeremy Sumpter, Kelly Lynch e Lyndsy Fonseca, vuole essere un ammonimento sui presunti effetti della dipendenza dalla pornografia su Internet sui ragazzi adolescenti.

## Trama
Justin Petersen è un popolare studente sedicenne e nuotatore di successo felicemente fidanzato con Amy. Quando il suo allenatore annuncia che Justin farà parte della squadra All-State, i suoi genitori sono molto fieri di lui, in particolare sua madre Diane, che era anch'essa una nuotatrice.
Justin viene introdotto alla pornografia su Internet quando un amico gli invia un link ad un sito di webcam softcore con Monica, una studentessa che ha una cotta per lui. Affascinato, Justin assiste poi ad un film porno proiettato ad una festa. Successivamente, Justin inizia a navigare quotidianamente su siti web pornografici più espliciti. Tuttavia, deve essere catturato solo da sua madre. È facile per Diane essere consapevole del comportamento di suo figlio, poiché Justin fa poco per rendere clandestine le sue attività. Durante il film, la forte dipendenza di Justin dal porno si intensifica. Lo vede in luoghi sempre più pubblici, facendo poco sforzo per coprire le sue tracce.
Le notti di Justin passate davanti al computer e la sua sempre più crescente dipendenza presto influenzano la sua vita. Tradisce la fiducia di Amy scaricando del porno sul suo PDA. Quindi, espone suo fratello minore, Alex, (che ha solo 11 anni) al porno. Questo lo faceva sentire nauseato. Justin comincia a guadagnare una reputazione a scuola di essere un "porn freak", dopo aver mostrato i suoi amici porno S&M. Alla fine, la sua dipendenza dalla pornografia gli fa quasi perdere le finali di nuoto All-State, dove si piazza terzo. Più tardi quella notte, mentre mette via la biancheria di Alex, Diane nel primo cassetto del comodino scopre un DVD-R intitolato Virgin Vaginas (che Alex aveva rubato poco prima dalla camera da letto di Justin). Alla fine, Diane affronta entrambi i suoi figli e sposta il computer di Justin in soggiorno, con grande sgomento del ragazzo.
Tuttavia, questo fatto non lo ferma. Durante il tentativo di scrivere un articolo di storia sul computer della biblioteca della scuola, Justin arriva al punto di usarlo per accedere al porno (usando la sua chiavetta USB). Alla fine, viene sorpreso ad hackerare il firewall Internet dal bibliotecario della scuola. Questa azione porta alla sua sospensione dalla squadra di nuoto e all'essere posto in libertà vigilata. Più tardi, dopo aver fantasticato sulle ragazze mentre cercava di dormire, Justin sgattaiola fuori dalla sua camera da letto per usare il computer in soggiorno. Quindi continua a navigare sul web in cerca di sempre più pornografia, accumulando ingenti bollette sulle carte di credito dei suoi genitori.
Il giorno successivo, Justin si avvicina a Monica e ignora sempre di più Amy. Dopo essere stata sotto pressione per fare sesso con lui, Amy mette un freno alla loro relazione. Tuttavia, quando Monica cerca di sedurlo, Justin esita. Furiosa, Monica lo caccia di casa poi sbatte la testa sul ripiano del bagno e fa spargere la voce che è stato Justin ad aggredirla. Poco dopo, Justin si sforza di fare ammenda con Amy. Dopo aver lasciato la casa di Amy, viene sorpreso ed aggredito da alcuni compagni di scuola schifati disturbati sia dalla sua reputazione sia dalla presunta aggressione a Monica.
Depresso e devastato dopo essere stato aggredito fisicamente, Justin si reca alla piscina della scuola e vi si tuffa dentro sperando di morire annegato. Quando però inizia a pensare a tutte le cose per le quali vale la pena vivere, Justin si salva e apparentemente pone fine alla sua dipendenza.

## Accoglienza
Il film è stato descritto come "esagerato" e il "Reefer Madness per la generazione PC."

### Riconoscimenti
- 2006 - Young Artist Awards[2]
  - Nomination Best Performance in a TV Movie, Miniseries or Special (Comedy or Drama) - Leading Young Actor a Jeremy Sumpter
  - Nomination Best Performance in a TV Movie, Miniseries or Special - Supporting Young Actor a Jake Scott